# Bennwihr
Bennwihr település Franciaországban, Haut-Rhin megyében. Lakosainak száma 1335 fő (2022. január 1.). Bennwihr Mittelwihr, Beblenheim, Houssen, Colmar, Ostheim és Kaysersberg-Vignoble községekkel határos.

## Népesség
A település népességének változása:
| Lakosok száma | 1235 | 1292 | 1347 | 1335 | 1376 | 1393 | 1373 | 1354 | 1335 |
|               | 2013 | 2015 | 2016 | 2017 | 2018 | 2019 | 2020 | 2021 | 2022 |